# Melanitis galkissa
Melanitis galkissa är en fjärilsart som beskrevs av Hans Fruhstorfer 1911. Melanitis galkissa ingår i släktet Melanitis och familjen praktfjärilar. Inga underarter finns listade i Catalogue of Life.